# Trail Blazers de Portland
Maillots
Actualités
Les Trail Blazers de Portland (en anglais : Portland Trail Blazers) sont une franchise de basket-ball de la National Basketball Association (NBA) basée à Portland, dans l'État de l'Oregon.
Les Trail Blazers concourent dans la Conférence Ouest de la NBA, au sein de la division Nord-Ouest. L’équipe a joué ses matchs au Memorial Coliseum avant de déménager au Moda Center en 1995. La franchise est entrée dans la ligue comme une équipe d’expansion en 1970.
L’équipe a atteint les finales NBA à trois reprises, remportant le titre une fois en 1977. Leurs autres apparitions en finales de la NBA ont eu lieu en 1990 et 1992. L’équipe s’est qualifiée pour les playoffs à 34 reprises en 48 saisons, y compris dans une série de 21 apparitions consécutives de 1983 à 2003. Bill Walton est le joueur le plus récompensé de la franchise : il a été élu Most Valuable Player (MVP) des Finales en 1977, et MVP de la saison régulière suivante. Quatre recrues des Blazers (Geoff Petrie, Sidney Wicks, Brandon Roy et Damian Lillard) ont remporté le prix de rookie de l’année. Trois joueurs ont remporté le prix du joueur ayant la meilleure progression : Kevin Duckworth (1988), Zach Randolph (2004) et C.J. McCollum (2016).

## Historique de la franchise

### 1970-1974: Les débuts de la franchise
Les Trail Blazers de Portland entrent en NBA en 1970. Le nom de la franchise est lié aux « pionniers », en référence aux acteurs de la conquête de l'Ouest qui se sont illustrés dans l'Oregon au XIXe siècle (voir Piste de l'Oregon).

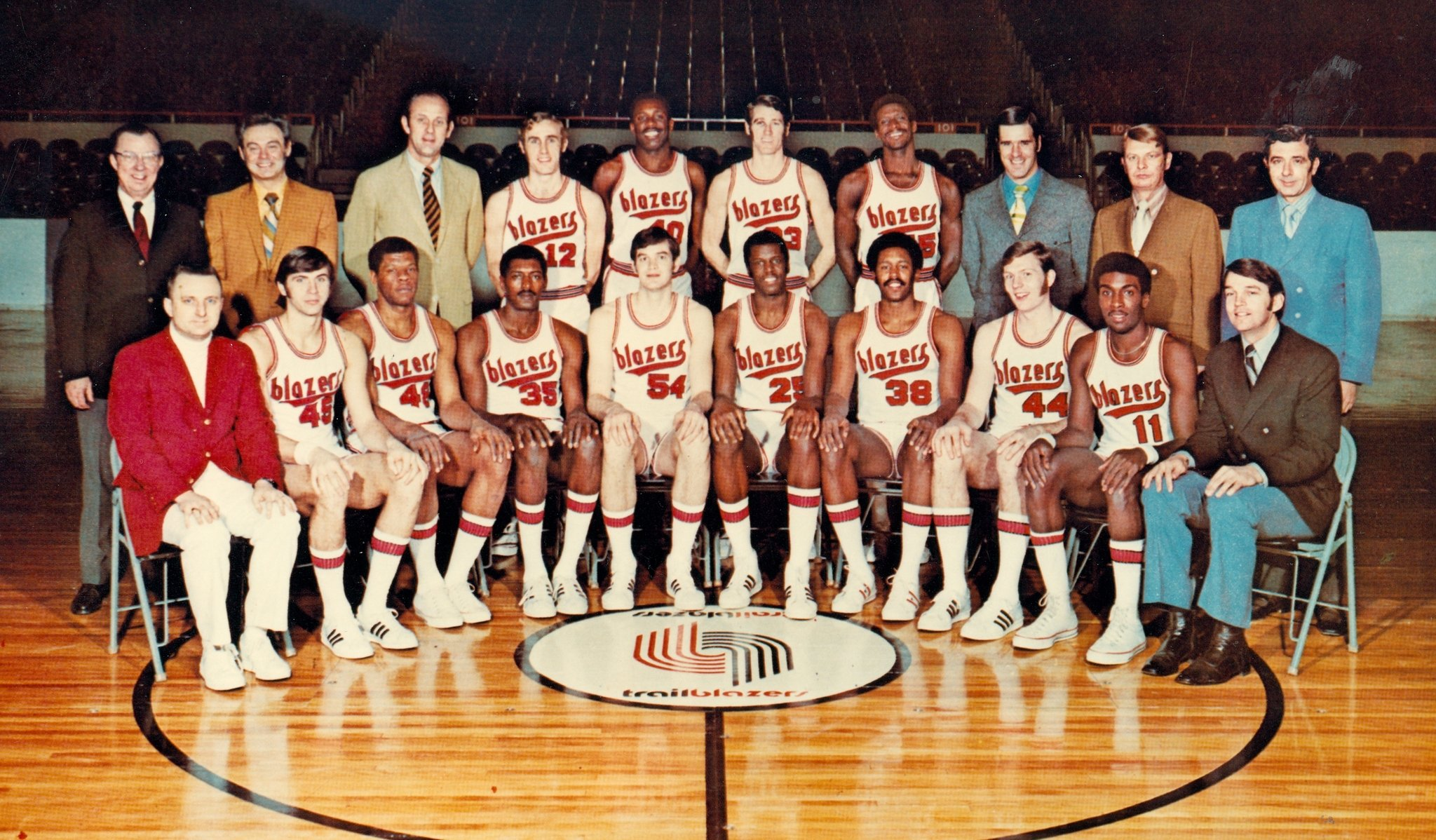
L'effectif 1970-1971 de l'équipe.

Le promoteur sportif Harry Glickman a cherché à créer une franchise NBA pour Portland dès 1955 quand il a proposé deux nouvelles équipes d’expansion, l’autre pour être situé à Los Angeles. Lorsque le Memorial Coliseum a été ouvert en 1960, Glickman a vu le potentiel qu’il pourrait servir comme un lieu de basket-ball professionnel, mais ce n’est que le 6 février 1970, que le conseil de la NBA lui a accordé les droits d’une franchise à Portland. Deux semaines plus tard, le 24 février, la direction de l’équipe a organisé un concours pour choisir le nom de l’équipe et a reçu plus de 10 000 votes. Le choix le plus populaire a été « Pioneers », mais ce nom a été exclu de la considération car il a déjà été utilisé par les équipes sportives de Portland Lewis & Clark College. Le nom « Trail Blazers » a reçu 172 votes, et a finalement été sélectionné par le jury, révélé le 13 mars.
Avec les Cavaliers de Cleveland et les Braves de Buffalo, les Blazers sont entrés dans la NBA en 1970 en tant qu’équipe d’expansion. Sous la direction de l’entraîneur Rolland Todd, Geoff Petrie et Sidney Wicks ont mené l’équipe dans ses premières années, mais elle n’a pas réussi à se qualifier pour les playoffs dans ses six premières saisons d’existence. L’équipe a remporté le premier choix de la draft NBA à deux reprises pendant cette période. En 1972, l’équipe a sélectionné LaRue Martin avec le premier choix.

### 1974-1979: Ère Bill Walton et titre de champion

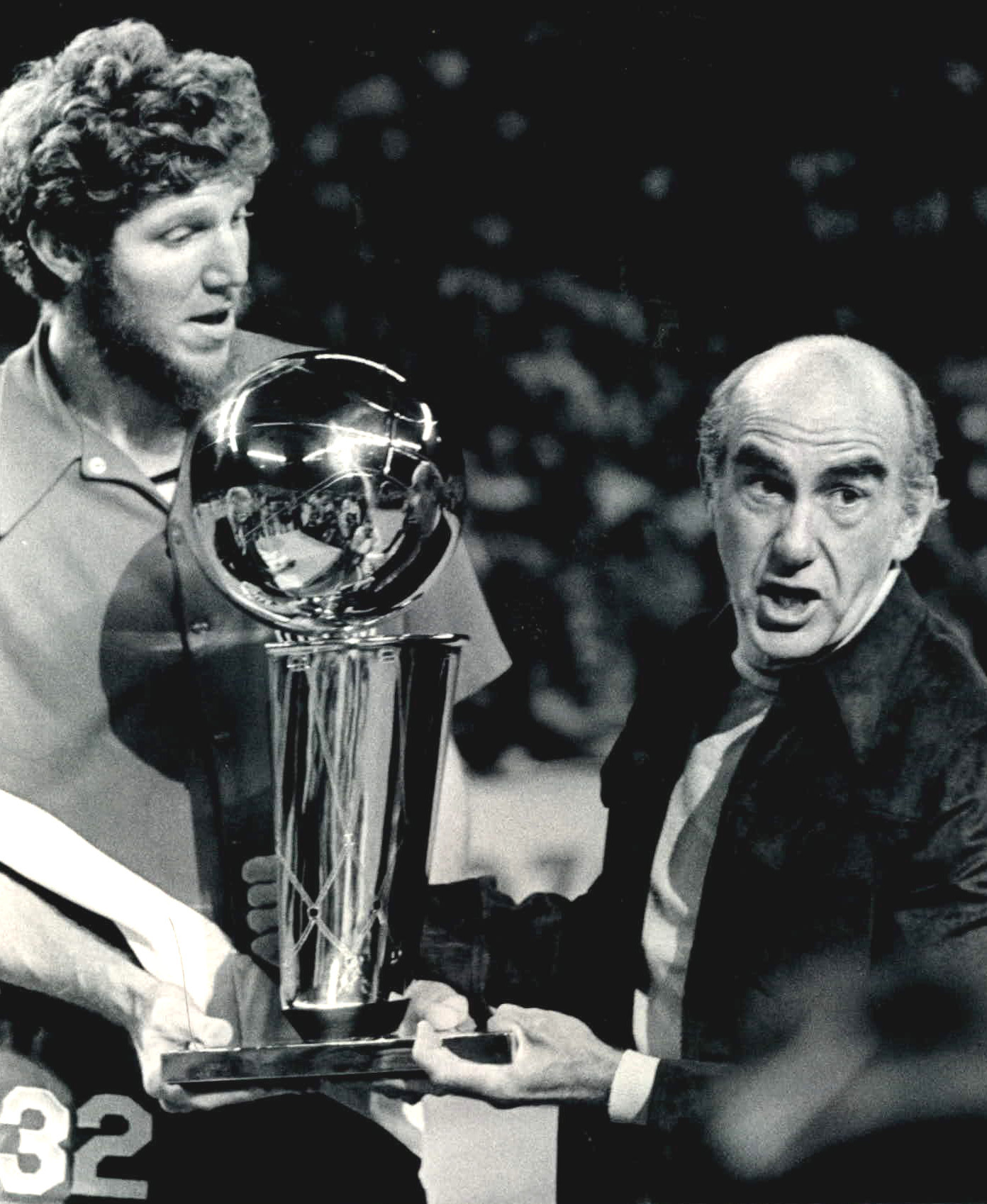
Bill Walton et Jack Ramsay lors du titre de 1977.

En 1974, l’équipe a choisi Bill Walton de l'UCLA. La fusion ABA-NBA de 1976 a vu ces deux ligues rivales s’unir. Quatre équipes de l’ABA se sont jointes à la NBA et les autres équipes ont été dissoutes et leurs joueurs répartis parmi les escadrons restants de la NBA à la draft de dispersion. Les Trail Blazers ont choisi Maurice Lucas lors de cette draft. Cet été-là, ils ont aussi embauché Jack Ramsay comme entraîneur.
Pour la saison 1976-1977, les mouvements durant l'été, jumelés à l’excellent jeu de l’équipe, ont mené Portland à plusieurs premières : record de victoires sur une saison (49 victoires), première participation aux playoffs NBA et même le titre de champion NBA en 1977 face aux 76ers de Philadelphie de Julius Erving où Bill Walton est élu MVP des Finales.
L’équipe a commencé la saison 1977-1978 avec un bilan de 50-10, et certains ont prédit le début d'une dynastie à Portland. Cependant, Bill Walton a subi une blessure au pied qui a mis fin à sa saison et qui allait le tourmenter pendant le reste de sa carrière, et l’équipe a eu de la difficulté à terminer la saison, finissant tout de même à 58-24. Walton termine la saison avec le titre de MVP de la saison régulière. En playoffs, Portland a perdu contre les SuperSonics de Seattle en demi-finales de la conférence. Cet été-là, Walton a demandé à être échangé avec une équipe de son choix (Clippers, Knicks, Warriors, ou 76ers), parce qu’il était mécontent de son traitement médical à Portland. Walton n’a jamais été échangé, et il a tenu toute la saison 1978-1979, puis a quitté l’équipe en tant qu'agent libre.

### 1980-1983: Période de transition
Au cours des années 1980, l’équipe a été d'une présence constante dans les playoffs, ne se qualifiant pas seulement en 1982. Cependant, ils n’ont jamais dépassé le stade des demi-finales de conférence : La division Pacifique de la NBA fut dominée par les Lakers de Los Angeles tout au long de la décennie, et seuls les Lakers et les Rockets de Houston ont représenté la conférence Ouest dans les Finales NBA. Les principaux joueurs des Blazers au début des années 1980 étaient Mychal Thompson, Fat Lever, Darnell Valentine, Wayne Cooper, T. R. Dunn, Jim Paxson et Calvin Natt.

### 1983-1995: Ère Clyde Drexler

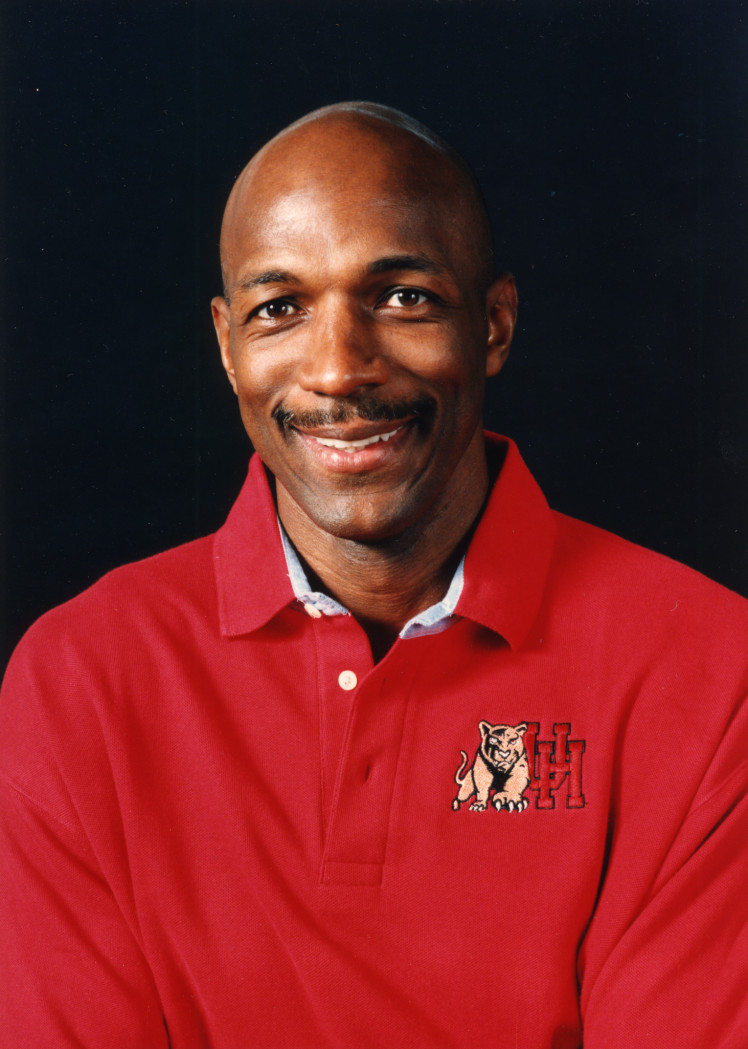
Clyde Drexler

Lors de la draft 1983, l’équipe a choisi Clyde Drexler avec le 14e choix. Ce joueur deviendra le visage de la franchise pendant plus d’une décennie, et le deuxième joueur le plus récompensé de l’équipe (après Walton). Dans la draft 1984, les Trail Blazers ont obtenu le deuxième choix. Après que les Rockets de Houston ont sélectionné Akeem Olajuwon, le coéquipier de Drexler à l'université, les Trail Blazers ont choisi Sam Bowie, le pivot de Kentucky. La franchise est passée à côté de Michael Jordan, sélectionné en 3e choix par les Bulls de Chicago. La sélection de Bowie, blessé, a été critiquée comme l’un des pires choix de draft dans l’histoire des sports professionnels américains. Cet été-là, les Blazers ont également fait un échange controversé, en envoyant Lever, Cooper et Natt aux Nuggets de Denver pour l'ailier Kiki Vandeweghe. À la draft 1985, les Blazers ont choisi le meneur Terry Porter avec le dernier choix du premier tour. Porter va devenir le leader historique des Blazers en passes décisives.

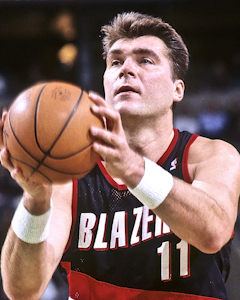
Arvydas Sabonis

Cependant, les Blazers ont continué à lutter dans les playoffs, et en 1986, Ramsay a été congédié et remplacé par Mike Schuler. Malgré cela, ils ont été la seule équipe à battre les Celtics de Boston à l'extérieur cette saison-là. Après l’intersaison, l’équipe a sélectionné deux joueurs, Arvydas Sabonis et Dražen Petrović, et a envoyé Thompson aux Spurs de San Antonio pour l’ancienne star de l’Oregon, Steve Johnson. Johnson était un joueur que l’équipe avait l’intention de jumeler avec Bowie. Ce ne fut pas le cas, car Bowie s’est cassé la jambe au bout de cinq matchs dans la saison 1986-1987, manquant les deux saisons suivantes et demie. Pendant le bref mandat de Schuler, les Blazers n’ont pas réussi à se qualifier pour les playoffs NBA.
En 1988, le cofondateur de Microsoft, Paul Allen, a acheté les Blazers pour 70 millions de dollars. Au moment de l’achat, Allen, alors âgé de 35 ans, est devenu le plus jeune propriétaire d’équipe dans les quatre grands sports professionnels. Sa première saison en tant que propriétaire a été marquée par quelques troubles, car des conflits ont éclaté sur le cinq majeur. Vandeweghe et Johnson ont subi des blessures et ont été remplacés dans la formation de départ par Jerome Kersey et Kevin Duckworth.
L’équipe a commencé la saison 1988-1989 avec un bilan de 25-22, et Schuler a été congédié. Il a été remplacé par Rick Adelman, et Vandeweghe a été transféré aux Knicks de New York. Sous Adelman, l’équipe ne s’est pas qualifiée pour les séries éliminatoires. Cette saison-là, l’équipe a échangé Sam Bowie (qui était revenu de blessure) contre les Nets du New Jersey pour Buck Williams.
L’ajout de Williams et le remplacement de Vandeweghe par Kersey ont fait, de l’équipe qui avait une mauvaise défense, une bonne équipe. Menée par Drexler, elle a atteint les finales NBA en 1990 et 1992, perdant contre les Pistons de Détroit et les Bulls de Chicago, respectivement. L’année entre leurs deux apparitions en finale, l’équipe a affiché le meilleur bilan de la ligue à 63-19 avant de perdre contre les Lakers de Los Angeles en finale de conférence. Cependant, elle n’a pas remporté un titre NBA, et n’a pas progressé au-delà du premier tour en 1993 et 1994. Adelman a été congédié après la saison 1994 et remplacé par P. J. Carlesimo, ce qui a mené à la démission du vice-président exécutif Geoff Petrie, un ami proche d’Adelman.
En juillet 1994, les Trail Blazers ont annoncé l’embauche d’un nouveau président, en la présence de l’ancien manager général des SuperSonics de Seattle, Bob Whitsitt. Il est connu sous le nom de "Trader Bob" pour son penchant à faire des transferts et a immédiatement entrepris de remanier l'effectif des Blazers, ce qui comprenait le démantèlement de l’équipe vieillissante mais double-finaliste menée par Drexler. L'équipe ayant laissé passer sa chance, Drexler obtient en 1995 son bon de sortie en étant échangé contre Otis Thorpe vers les Rockets de Houston où il gagne le titre qu'il désirait tant. À l’automne 1995, l’équipe a quitté le Memorial Coliseum pour une nouvelle maison, le Rose Garden de 20 000 places.

### 1995-2006: Reconstruction et époque des «Jail Blazers»
Plusieurs joueurs sont partis en tant qu'agents libres, dont Terry Porter en 1995, Buck Williams en 1996 et Clifford Robinson 1997, ce qui a laissé Jerome Kersey sans protection dans la draft d’expansion de 1995.
Dans un effort de reconstruction, l’équipe a acquis plusieurs joueurs qui étaient très talentueux, mais avaient la réputation d'être au cœur de discordes hors terrain. Isaiah Rider, qui a été échangé par les Timberwolves du Minnesota pour un tour de draft, connu pour des erreurs de carrière en raison de ses arrestations fréquentes et manque de ponctualité, tout en étant arrêté pour possession de cannabis deux jours avant ses débuts avec les Blazers. Rasheed Wallace, qui était connu comme un joueur coléreux depuis le collège, a également été acquis, dans un transfert avec les Bullets de Washington. Le meneur Kenny Anderson a été signé comme agent libre et a ensuite échangé contre Damon Stoudamire en février 1998. Au début, cette approche a fonctionné, puisque l’équipe est retournée en finale de conférence en 1999 sous la direction de l’entraîneur Mike Dunleavy. Après avoir été balayé par le futur champion, les Spurs de San Antonio, Whitsitt a envoyé Rider et Jim Jackson aux Hawks d'Atlanta pour garder Steve Smith et a acquis l’ancien All-Star, Scottie Pippen des Rockets de Houston. L’équipe a de nouveau atteint la finale de conférence en 2000, où ils ont affronté une équipe des Lakers de Los Angeles menée par Shaquille O'Neal et Kobe Bryant. Dans cette série, les Blazers ont perdu trois des quatre premiers matchs avant de gagner les deux suivants, forçant un match 7 décisif. Les Blazers avaient une avance de 15 points dans le quatrième quart, mais ont perdu le match et la série aux dépens des Lakers, qui a remporté, cette année, le premier des trois titres consécutifs.
Les Blazers ont effectué une série de changement de staff au cours des deux intersaisons suivantes qui n’ont pas produit les résultats souhaités. Jermaine O'Neal a été échangé aux Pacers de l'Indiana contre Dale Davis. Brian Grant a signé avec le Heat de Miami et a été remplacé par Shawn Kemp. L’équipe a bien commencé la saison 2000-2001, affichant le meilleur bilan de la conférence Ouest jusqu’en mars 2001, puis a signé le meneur Rod Strickland. La signature a eu un impact négatif et l’équipe a perdu 17 de ses 25 derniers matchs, et a été éliminée au premier tour des playoffs, balayée par les Lakers de Los Angeles.
Néanmoins, le caractère difficile de certains joueurs, et les problèmes récurrents des membres de l'équipe face à la justice (port d'arme, usage de drogue…), offrent un nom officieux à la franchise : les « Jail Blazers » (jeu de mots sur jail, signifiant prison)
Maurice Cheeks, un « entraîneur de joueurs » prend la place de Dunleavy à la tête de l'équipe. D’autres transactions ont suivi alors que les Blazers échangeaient Steve Smith contre les Spurs pour Derek Anderson. Dans l’une de ses décisions les plus controversées à ce moment-là, Whitsitt a signé l’agent libre Ruben Patterson, impliqué au cœur d'une accusation d’agression sexuelle. Le pivot populaire, Arvydas Sabonis, qui avait déjà eu une altercation avec Rasheed Wallace lors des séries éliminatoires, a décidé de quitter l’équipe.
Les deux saisons suivantes ont été tout aussi désastreuses pour la réputation de l’équipe. Plusieurs joueurs, dont Wallace, Stoudamire et Qyntel Woods, ont été comparus pour possession de marijuana. Woods a plaidé coupable d’avoir maltraité des animaux pour avoir organisé des combats de chiens dans sa maison. Wallace a été suspendu sept matchs pour avoir menacé un arbitre. Zach Randolph et Patterson se sont battus pendant l’entraînement, le premier blessant même le second, l'empêchant d'apporter une contribution significative pendant les playoffs. Le mécontentement des partisans a monté en flèche, malgré le fait que l’équipe continue d’afficher un bilan positif, la fréquentation du Rose Garden a commencé à diminuer.
Pour remplacer Whitsitt, l’équipe a embauché deux hommes à de nouveaux postes. John Nash, un cadre chevronné de la NBA, a été recruté comme manager général, et Steve Patterson comme président de l’équipe. Des joueurs gênants, dont Wells, Wallace et Jeff McInnis, ont été échangés. Toutefois, l’équipe n’a pas réussi à se qualifier pour les playoffs 2004, mettant fin à une série de 21 apparitions consécutives.
L’année suivante a été marquée par plus de difficultés alors que l’équipe a chuté à un bilan de 27-55. Cheeks a été congédié cette saison-là et remplacé par Kevin Pritchard. Cet été-là, l’équipe a embauché Nate McMillan, qui avait entraîné les SuperSonics de Seattle la saison précédente, et Pritchard est retourné au front.
La saison 2005-2006 n’a pas été meilleure, car les Blazers ont affiché un bilan de 21-61. La fréquentation a été plus faible, et l’année n’a pas été exempte d’incidents avec les joueurs. Des joueurs tels que Miles, Patterson, Randolph et Sebastian Telfair ont été impliqués dans des querelles sur le terrain ou des incidents juridiques hors terrain. Nash a été congédié à la fin de la saison, Steve Patterson assumant le rôle de manager général en plus de ses fonctions de président. De plus, l’équipe avait une mauvaise relation avec la direction du Rose Garden, se plaignant souvent d’un « modèle économique brisé ».

### 2006-2012: Renouveau sous l'impulsion de Roy et Aldridge
Le rookie Brandon Roy est nommé rookie de l'année pour la saison 2006-2007, l'équipe compte aussi d'autres jeunes joueurs : LaMarcus Aldridge, Jerryd Bayless, ou les Européens Sergio Rodríguez, Rudy Fernández et Nicolas Batum.

Lors de la Draft 2007 de la NBA, les Blazers sélectionnent Greg Oden grâce à leur premier choix. La même nuit, ils échangent Zach Randolph, Dan Dickau, Fred Jones et un choix de deuxième tour contre Steve Francis et Channing Frye des New York Knicks.

Logo de 2004 à 2017

Avec les blessures de Greg Oden, Nicolas Batum et Joel Przybilla la saison 2009-2010 est aussi maudite que la précédente mais grâce à leur star Brandon Roy et son lieutenant LaMarcus Aldridge l'équipe accroche une sixième place et dispute ainsi les play-offs. Ils sont éliminés au premier tour sur le score de 4 à 2 par les Suns de Phoenix.
La saison 2010-2011 est toujours aussi maudite que les précédentes. Greg Oden est blessé pour toute la saison et quelques jours plus tard, le club annonce que Brandon Roy a une sérieuse blessure aux genoux. L'équipe s'appuie sur LaMarcus Aldridge, désormais leader offensif de son équipe devant Wesley Matthews, arrivé l'été en provenance du Jazz de l'Utah. Pour se renforcer, l'équipe effectue un échange le 24 février 2011 avec les Charlotte Bobcats qui lui permet d'acquérir Gerald Wallace contre Joel Przybilla, Dante Cunningham et Sean Marks. Troisième de la division Nord-Ouest et sixième de la conférence, les Blazers se qualifient pour les play-offs où ils rencontrent au premier tour les Mavericks de Dallas, futurs champions. Ceux-ci remportent la série en six matches.
La franchise de Portland entame une reconstruction importante lors de la saison 2011-2012. La fin de carrière de Brandon Roy constitue la première étape. Après l'annonce de son retrait pour ses problèmes de genoux, la franchise annonce qu'elle utilise la nouvelle possibilité offerte par l'accord signé entre les joueurs et les propriétaires. Celle-ci, nommée amnesty clause permet à une franchise de se séparer d'un joueur sans que le salaire de celui-ci soit inclus dans le calcul du plafond salarial de la franchise. Cela permet le recrutement de Jamal Crawford. Le no 1 de la draft 2007 est de nouveau absent pour le début de la saison, laissant le vétéran Marcus Camby occuper le poste de pivot dans un cinq également composé de Raymond Felton, Wesley Matthews, Gerald Wallace, LaMarcus Aldridge. Les dirigeants sont également confrontés au choix de re-signer Gerald Wallace et Nicolas Batum, tous deux en fin de contrat à la fin de saison et évoluant sur le même poste. Aucune décision n'est prise dans les délais impartis et les deux joueurs sont donc restricted free agent au terme de la saison.
Sur le plan sportif, les résultats ne sont pas à hauteur des objectifs attendus. Des tensions apparaissent au sein de l'effectif et plusieurs joueurs réclament le départ de l'entraîneur Nate McMillan.
Les dirigeants décident de poursuivre la reconstruction : la veille de la clôture du marché des transferts, ils échangent le 13 mars Marcus Camby, considéré comme le meneur de la révolte du vestiaire[réf. nécessaire], contre le pivot Hasheem Thabeet et le meneur Johnny Flynn des Rockets de Houston. Gerald Wallace est lui envoyé chez les Nets du New Jersey contre Mehmet Okur et Shawne Williams. Greg Oden et Chris Johnson sont ensuite libérés de leurs contrats, pour permettre aux nouveaux arrivants de rentrer dans l'effectif. Durant la même période, Nate McMillan est licencié et remplacé par son assistant, Kaleb Canales.

### 2012-2023: L'ère Lillard - McCollum
Lors de la draft 2012, les Trail Blazers sélectionnent Damian Lillard en 6e position, Meyers Leonard en 11e et Will Barton au second tour. Portland engage également Terry Stotts comme entraîneur en chef. L'équipe remporte 33 matchs, insuffisants pour se qualifier en play-offs, mais Lillard est nommé Rookie de l'année, ce qui montre que les Blazers ne se sont pas trompés lors de la draft.
Cela se confirme lors de la draft 2013 de la NBA, avec C.J. McCollum choisi en 10e position, et Allen Crabbe en provenance de Cleveland contre 2 futurs seconds tours de draft. Pendant cet été, Robin Lopez arrive dans le cadre d'un échange avec Sacramento et La Nouvelle-Orléans.
La saison NBA 2013-2014 est fantastique avec 54 victoires pour les Blazers, soit 21 de plus que l'année précédente, notamment grâce au duo Aldridge/Lillard. Finissant à la 5e place de la conférence Ouest, Portland est opposé aux Rockets de Houston au premier tour et contre toute attente, s'impose 4-2, grâce à un tir au buzzer historique de Lillard dans le match 6 alors que Houston menait de 2 points avec 9 dixièmes à jouer. C'est la première série de play-offs que les Trail Blazers remportent depuis 2000 et la finale de conférence contre les Lakers de Los Angeles. En demi-finales de conférence, Portland est battu 4-1 par les Spurs qui remporteront le titre.

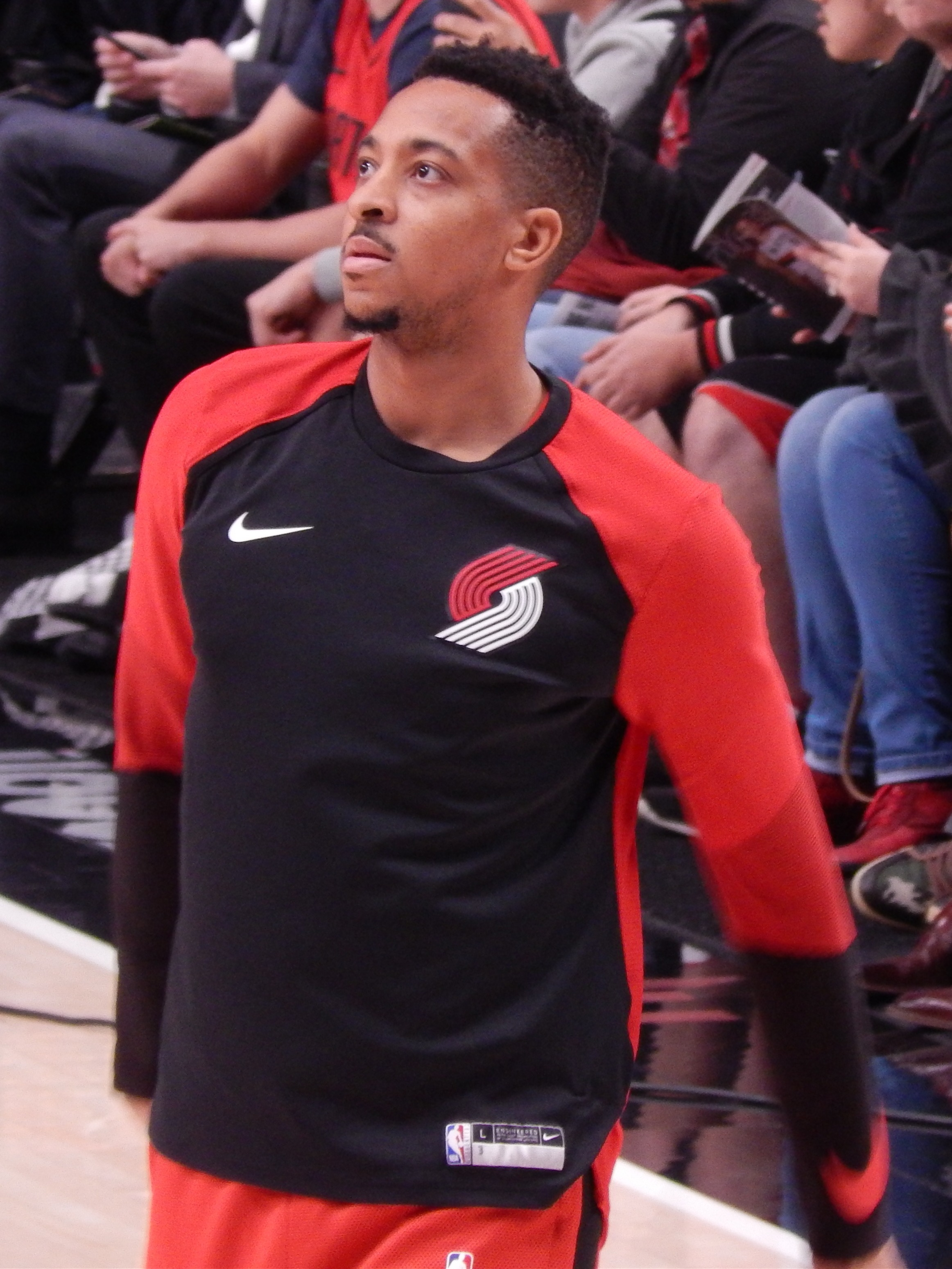
C. J. McCollum

L'année suivante, avec 51 victoires en saison régulière, Portland remporte sa division ce qui lui assure une 4e place de conférence malgré le 6e bilan de la conférence. Les Trail Blazers s'inclinent 4-1 au premier tour contre les Grizzlies de Memphis.
Lors de l'été 2015, l'effectif est complètement renouvelé avec Nicolas Batum qui est envoyé aux Hornets de Charlotte contre Gerald Henderson Jr. et Noah Vonleh, LaMarcus Aldridge rejoint les Spurs de San Antonio, Wesley Matthews signe aux Mavericks de Dallas et Robin Lopez aux Knicks de New York. Al-Farouq Aminu, Ed Davis, Pat Connaughton et Mason Plumlee rejoignent cette effectif qui a perdu 4 titulaires de la saison passée. Maurice Harkless arrive lui en provenance d'Orlando contre un second tour de draft. Avec ce nouvel effectif et alors que les profondeurs du classement leur étaient prédis, les Trail Blazers défient les pronostics en finissant 5e de la conférence Ouest, grâce à l'émergence de C.J. McCollum. Il est élu NBA Most Improved Player se révèle très complémentaire de Damian Lillard qui s'affirme comme le nouveau leader de l'équipe. L'équipe ne s'arrête pas là en éliminant les Clippers de Los Angeles au premier tour avant de tomber vaillamment en demi-finales contre les Warriors de Golden State, champions en titre.
Grâce à l'explosion des droits TV et du Salary Cap, les Blazers décident de signer Evan Turner et Festus Ezeli, et de prolonger Meyers Leonard, Allen Crabbe et Maurice Harkless au prix fort.
La saison NBA 2016-2017 est plus compliquée que prévu, Portland étant à la lutte pour la qualification en play-offs avec les Nuggets de Denver. En cours de saison, Mason Plumlee est envoyé à Denver contre Jusuf Nurkić et un premier tour de draft. L'arrivée de Nurkic va considérablement combler le déficit de l'équipe au poste de pivot et permet à Portland de se qualifier in-extremis à la 8e place pour les play-offs. Les Warriors de Golden State s'imposeront alors facilement au premier tour.
La draft 2017 de la NBA est agitée pour Portland, qui envoie ses picks 15 et 20 à Sacramento contre le 10e choix pour récupérer Zach Collins. Enfin, Caleb Swanigan est drafté en fin de premier tour. Ezeli est lui coupé sans avoir pu jouer le moindre match pour cause de blessures. L'intersaison est très calme, les Trail Blazers n'ayant plus aucune flexibilité après les signatures de l'été 2016. Allen Crabbe est envoyé aux Nets de Brooklyn dans l'optique de réduire la masse salariale.

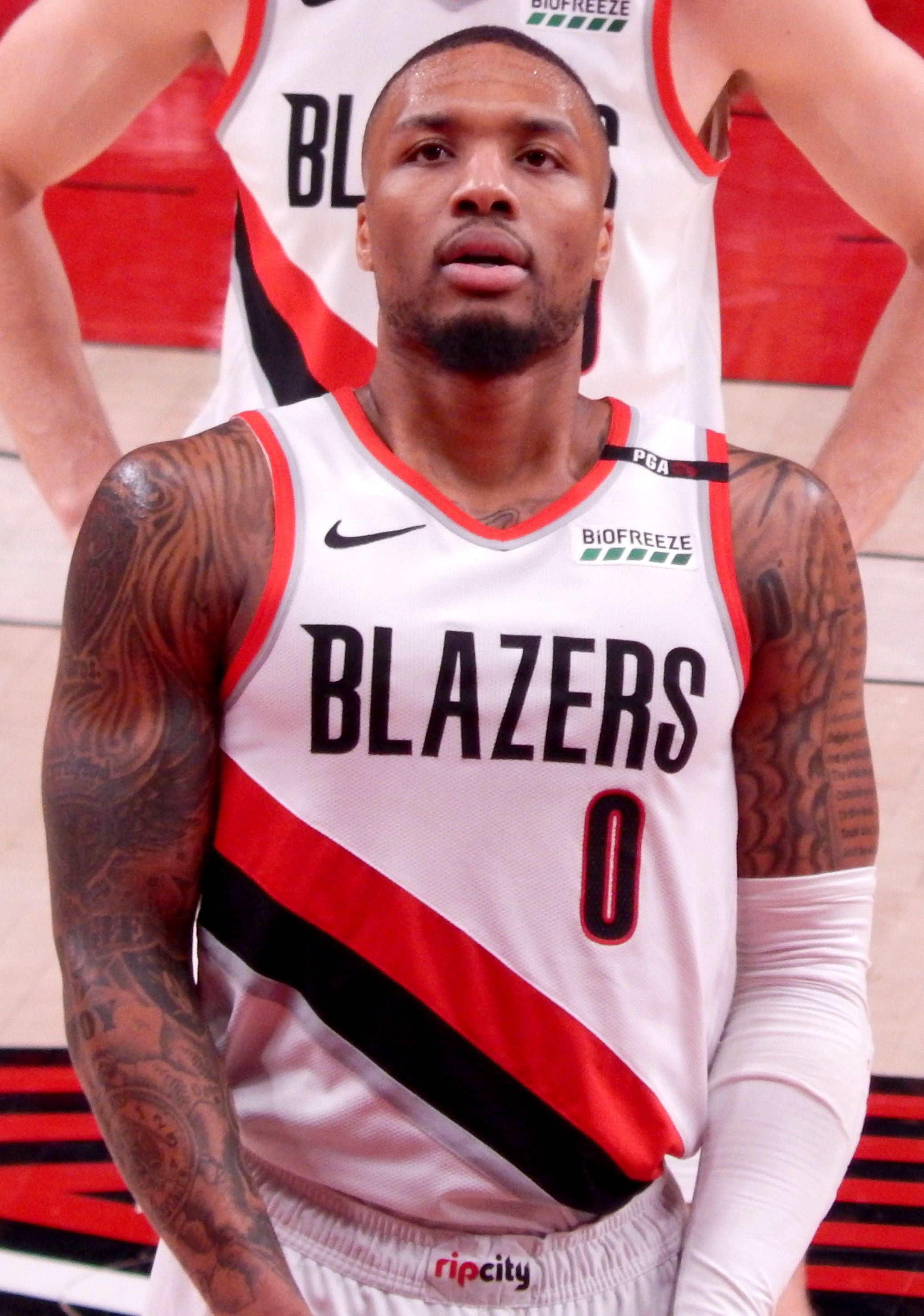
Damian Lillard

Pendant cette saison, les Trail Blazers déjouent à nouveau les pronostics en finissant à la 3e place de la conférence Ouest, avec 49 victoires, grâce au trio Lillard/McCollum/Nurkic. Les Blazers sont battus 4-0 au premier tour face aux Pelicans de La Nouvelle-Orléans d'Anthony Davis et malgré l'absence de DeMarcus Cousins.
Anfernee Simons et Gary Trent Jr. sont draftés en 2018. Seth Curry et Nik Stauskas viennent eux aussi renforcer l'effectif. Ce dernier est échangé en cours de saison pour permettre l'arrivée de Rodney Hood. Enes Kanter rejoint Portland en cours de saison également après son passage aux Knicks de New York. Les Trail Blazers ont désormais un cinq de départ compétitif, mais également des joueurs sur le banc capables de prendre le relais, ce qui leur avait fait défaut les années précédentes. L'alchimie prend et Portland termine la saison à une nouvelle 3e place avec 53 victoires, à nouveau un résultat supérieur aux attentes de nombreux observateurs. Malheureusement, le pivot Jusuf Nurkić subit une fracture d{u tibia péroné juste avant le début des play-offs alors qu'il effectuait la meilleure saison de sa carrière. Au premier tour des play-offs, les Blazers éliminent le Thunder d'Oklahoma City sur le score de 4-1 grâce à un nouveau tir au buzzer de Lillard pour clore la série, 5 ans après celui contre Houston. En demi-finales, Portland affronte Denver, autre équipe surprise de cette année, et s'impose 4-3 à l'extérieur au terme d'un match 7 d'anthologie, et malgré 17 points de retard au cours du match décisif. Portland retrouve les finales de conférence, 19 ans après les dernières, mais malgré une belle résistance, s'incline une nouvelle fois face aux Warriors de Golden State.
La draft 2019 de la NBA voit les Trail Blazers choisir Nassir Little. N'ayant toujours pas de flexibilité financière et l'une des plus grandes masses salariales de la ligue, l'effectif subit de nombreux changements à l'été 2019. Enes Kanter rejoint les Celtics de Boston et Jake Layman les Timberwolves du Minnesota. Evan Turner est échangé contre Kent Bazemore. Grâce à un échange entre 4 équipes, Portland envoie Maurice Harkless aux Clippers de Los Angeles et Meyers Leonard au Heat de Miami, et récupère Hassan Whiteside, pour combler la longue indisponibilité de Nurkić. Pau Gasol, Anthony Tolliver et Mario Hezonja rejoignent eux-aussi l'effectif. Enfin, Damian Lillard et C.J. McCollum prolongent leurs contrats dans l'Oregon, tout comme Rodney Hood. Les Blazers terminent leur saison régulière à la 8e place de la conférence Ouest et gagnent leur match de play-in face aux Grizzlies de Memphis. Ensuite opposés aux futurs champions en titre, les Lakers de Los Angeles, les Blazers s'inclineront en cinq matchs malgré une victoire lors du match 1.
La saison 2020-2021 voit les arrivées d'Enes Kanter, Robert Covington puis de Norman Powell en cours de saison via des échanges, les signatures d'agents libres comme Derrick Jones Jr. ou encore Rondae Hollis-Jefferson puis la re-signature de Carmelo Anthony. Malgré une bonne saison régulière avec une 6e place de la conférence Ouest synonyme de qualification directe pour les playoffs, les Blazers échoueront une nouvelle fois au premier tour (défaite 4-2) face à une équipe des Nuggets de Denver pourtant privé de Jamal Murray ou de Will Barton. Damian Lillard sortira l'une des plus grandes performances de l'histoire des playoffs lors du match 5 avec 55 points et 12 paniers à trois points inscrits mais cela ne suffira pas pour cette équipe des Blazers qui semble être en fin de cycle.
Les deux saisons suivantes, l'équipe ne se qualifie même pas en play-in et finit 13e en 2022 et en 2023. C. J. McCollum est envoyé aux Pelicans de La Nouvelle-Orléans en 2022 contre principalement Josh Hart, Tomáš Satoranský et quelque tours de draft minimes, marquant la fin de 10 ans de collaboration avec l'arrière MIP 2017. Seules éclaircies, les bons progrès d'Anfernee Simons et du rookie Shaedon Sharpe, ainsi qu'un Lillard dépassant deux fois la barre des 60 points en 2022-2023, en inscrivant même 71 face aux Rockets de Houston, co-record pour un joueur en activité.
En septembre 2023, Lillard quitte les Trail Blazers et part aux Bucks de Milwaukee. En contrepartie, les Blazers récupèrent Malcolm Brogdon, Robert Williams, Deandre Ayton et Toumani Camara,.

### 2023-: Reconstruction et retour de Lillard
Deux ans après son départ, Lillard choisit de revenir à l'été 2025 à Portland pour trois saisons et 42 millions de dollars. Pendant cette intersaison, les Blazers récupèrent également Jrue Holiday via un transfert et le jeune intérieur chinois Hansen Yang via la draft.

## Palmarès
- Champion NBA (1) : 1977.
- Champion de la Conférence Ouest (3) : 1977, 1990 et 1992.
- Champion de la Division Nord-Ouest (2) : 2015, 2018.
- Champion de la Division Pacifique (4) : 1978, 1991, 1992 et 1999.

## Couleurs et symboles

### Maillots
Depuis que Nike fournit l'ensemble des tenues aux équipes de NBA, en 2017, les maillots « domicile » et « extérieur » ont été remplacés par une collection plus fournie, pouvant servir aussi bien en déplacement qu'à domicile, portant les noms « association », « icon », « statement » et « city », et pour certaines équipes en plus une version « classic » reprenant le design d'anciens maillots. Les équipes qualifiées pour les playoffs 2019 et 2020 se sont vues dotées d'une tenue supplémentaire, dénommée « earned ».

## Meilleurs marqueurs de l'histoire de la franchise
| Place                                                                                        | Nom du joueur                       | Pays       | Points |
| -------------------------------------------------------------------------------------------- | ----------------------------------- | ---------- | ------ |
| 1er                                                                                          | Damian Lillard 2012 - 2023 / 2025 - | États-Unis | 19 376 |
| 2e                                                                                           | Clyde Drexler 1983 - 1995           | États-Unis | 18 040 |
| 3e                                                                                           | LaMarcus Aldridge 2006 - 2015       | États-Unis | 12 562 |
| 4e                                                                                           | Terry Porter 1985 - 1995            | États-Unis | 11 330 |
| 5e                                                                                           | C.J. McCollum 2013 - 2022           | États-Unis | 10 710 |
| 6e                                                                                           | Clifford Robinson 1989 - 1997       | États-Unis | 10 405 |
| 7e                                                                                           | Jerome Kersey 1984 - 1995           | États-Unis | 10 067 |
| 8e                                                                                           | Jim Paxson 1979 - 1988              | États-Unis | 10 003 |
| 9e                                                                                           | Geoff Petrie 1970 - 1976            | États-Unis | 9 732  |
| 10e                                                                                          | Mychal Thompson 1978 - 1986         | États-Unis | 9 215  |
| Dernière mise à jour : 28 février 2024 En gras : Joueurs évoluant toujours dans la franchise |                                     |            |        |

## Records individuels de la franchise
| Statistique                                                                                  | Nom du joueur     | Nombre                 |
| -------------------------------------------------------------------------------------------- | ----------------- | ---------------------- |
| Meilleur marqueur                                                                            | Damian Lillard    | 19 376 points          |
| Meilleure moyenne points/match                                                               | Damian Lillard    | 25,2 points/match      |
| Meilleur passeur                                                                             | Terry Porter      | 5 319 passes décisives |
| Meilleure moyenne passes/match                                                               | Rod Strickland    | 8,2 passes/match       |
| Meilleur rebondeur                                                                           | LaMarcus Aldridge | 5 434 rebonds          |
| Meilleure moyenne rebonds/match                                                              | Bill Walton       | 13,5 rebonds/match     |
| Meilleur contreur                                                                            | Mychal Thompson   | 768 contres            |
| Meilleur intercepteur                                                                        | Clyde Drexler     | 1 795 interceptions    |
| Meilleur pourcentage au tir                                                                  | Joel Przybilla    | 57,4 %                 |
| 3 points marqués                                                                             | Damian Lillard    | 2 387 tirs             |
| Meilleur pourcentage à 3 points                                                              | Seth Curry        | 45,0 %                 |
| Lancers-francs marqués                                                                       | Damian Lillard    | 4 427 tirs             |
| Meilleur pourcentage au lancer-franc                                                         | Damian Lillard    | 89,5 %                 |
| Matchs joués                                                                                 | Clyde Drexler     | 961 matchs             |
| Dernière mise à jour : 28 février 2024 En gras : Joueurs évoluant toujours dans la franchise |                   |                        |

## Maillots retirés
- 1 - Larry Weinberg (propriétaire) 1970-1988
- 13 - David Twardzik 1976-1980
- 14 - Lionel Hollins 1975-1980
- 15 - Larry Steele 1971-1980
- 20 - Maurice Lucas 1976-1980, 1987-1988
- 22 - Clyde Drexler 1983-1995
- 30 - Bob Gross 1975-1982
- 30 - Terry Porter 1985-1995
- 32 - Bill Walton 1974-1979
- 36 - Lloyd Neal 1972-1979
- 45 - Geoff Petrie 1970-1976
- 77 - Jack Ramsay (entraîneur - correspond à l'année du titre des Blazers) 1976-1986